# 프랑수아 클뤼제
프랑수아 클뤼제(프랑스어: François Cluzet, 1955년 9월 21일 ~ )는 프랑스의 배우이다. 제32회 세자르상에서 《텔 노 원》(2006)으로 남우주연상을 탔다.

## 출연 작품
- 우리들 사이 (1983)
- 킬링 오브 썸머 (1983)
- 라운드 미드나잇 (1986)
- 여자 이야기 (1988)
- 프랑스 대혁명 (1989)
- 내겐 너무 이쁜 당신 (1989)
- 올리비에 올리비에 (1992)
- 지옥 (1994)
- 패션쇼 (1994)
- 프렌치 키스 (1995)
- 지붕 위의 기병 (1995)
- 사기 (1997)
- 텔 노 원 (2006)
- 사랑을 부르는, 파리 (2008)
- 프렌즈: 하얀 거짓말 (2010)
- 파리의 유령 (2011)
- 언터처블: 1%의 우정 (2011)
- 두 낫 디스터브 (2012)
- 어떤 만남 (2014)
- 원 와일드 모먼트 (2015)
- 로즈 아일랜드 공화국 (2020)